# St.-Agatha-Kirche (Unterweissach)

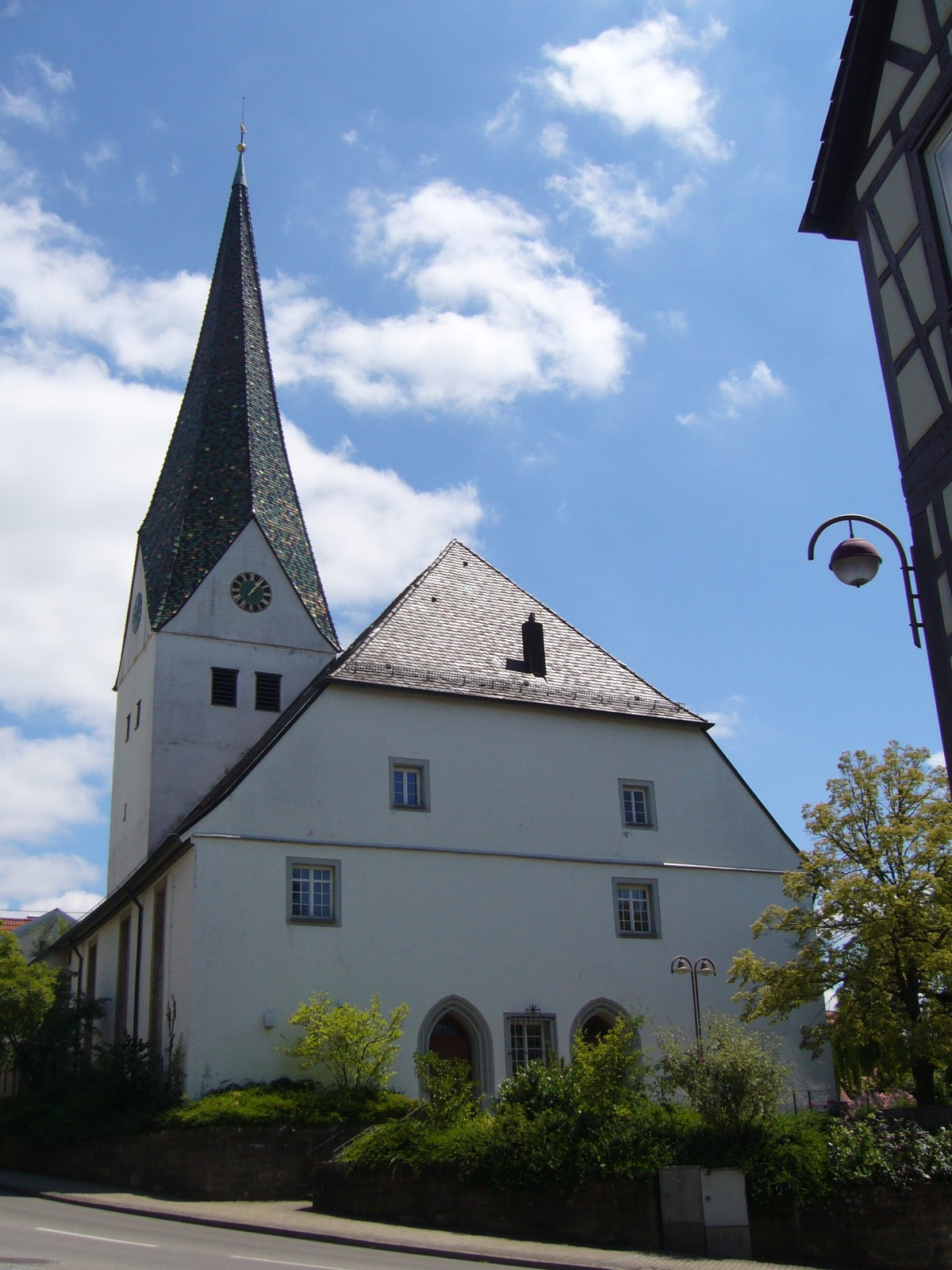
St.-Agatha-Kirche in Unterweissach (Ansicht von der Straße Kirchberg)

Die Sankt-Agatha-Kirche ist eine nach der Heiligen Agatha von Catania benannte evangelische Pfarrkirche in der baden-württembergischen Gemeinde Weissach im Tal. Die Kirche befindet sich im Ortsteil Unterweissach. Die Kirchengemeinde gehört der Evangelischen Landeskirche in Württemberg an.

## Geschichte

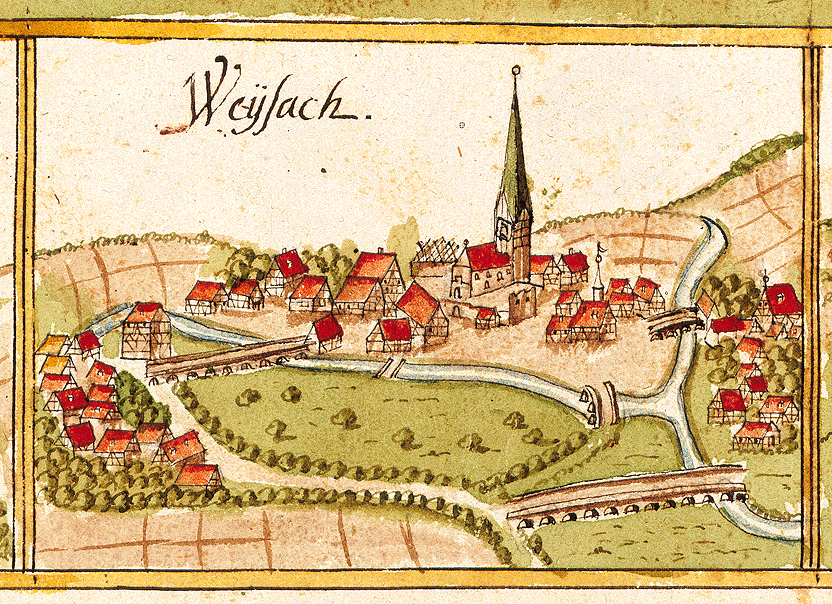
Unterweissach mit der St.-Agatha-Kirche in einer Ansicht von Andreas Kieser (etwa um 1680).

Es ist nicht genau bekannt, seit wann es eine Kirche in Unterweissach gibt. Es wird angenommen, dass schon um 900 n. Chr. eine kleine Kapelle auf dem Kirchberg in Unterweissach stand.
Wahrscheinlich wurde um 1250 eine Kirche mit Glockenturm von Mönchen des Klosters Murrhardt erbaut. Romanische Mauerreste sind im Fundament des heutigen Kirchturms erhalten.
Im Jahre 1423 wurde erstmals ein Priester dauerhaft mit dem Gottesdienst in Unterweissach betraut. 1535 wird mit Jodokus (oder Johannes) Scholl erstmals ein lutherischer Pfarrer erwähnt. Im Jahre 1542 wird als Patron die Jungfrau Agatha von Catania genannt, welche in einer Christenverfolgung unter Kaiser Decius um etwa 250 n. Chr. den Märtyrertod erlitten hatte.
1721 wurde das Kirchenschiff unter Pfarrer Joseph Schelling erheblich vergrößert.

## Kirchengemeinde
Die Kirchengemeinde umfasst heute die Ortsteile Aichholzhof, Bruch, Cottenweiler, Dresselhöfe, Oberweissach, Seemühle, Unterweissach, Viehhaus und Wattenweiler.
In früheren Zeiten gehörten auch noch Däfern, Ebersberg, Heutensbach, Hohnweiler, Lippoldsweiler, Sachsenweiler, Sechselberg, Unterbrüden und Waldenweiler zur Gemeinde. Diese wurden nach und nach ausgegliedert und anderen Gemeinden hinzugefügt: Ebersberg wurde mit der Gegenreformation wieder katholisch und die evangelischen Einwohner wurden entweder vertrieben oder zur Konversion gezwungen. Waldenweiler fiel 1862 an Althütte. Lippoldsweiler mit Hohnweiler, Däfern und Sechselberg wurden 1864 aus der Gemeinde Unterweissach ausgegliedert und erhielten 1878 eine eigene Kirche, die heutige Lutherkirche. 1935 fiel Sachsenweiler an Backnang. In Unterbrüden wurde ab 1969 eine neue Kirche, die Kreuzkirche errichtet. In der Folgezeit wurde auch Unterbrüden aus der Kirchengemeinde Unterweissach ausgegliedert und der Kirchengemeinde von Oberbrüden zugeteilt.

## Architektur
Die Kirche steht frei auf dem Kirchberg an der Kreisstraße K 1907. Das Kirchenschiff ist breit und unförmig. Im Westen befinden sich zwei Eingangsportale mit Spitzbögen. An der Ostseite befindet sich ein Eingangsportal und der massive Glockenturm, welcher mit einem sehr schlanken und leicht schiefem, achtseitigem Zeltdach gekrönt ist. Die Dachziegel des Turmes sind bunt lasiert. Im Inneren hat das Kirchenschiff eine flache Decke. Der Chor hat ein altes Kreuzrippengewölbe und gotische Fenster. An den Wänden des Schiffes und im Chor stehen Epitaphe aus dem 17. und 18. Jahrhundert. Eine Gedenktafel weist auf frühere Schultheißen und Richter hin. Die Kirche verfügt über eine Orgel und eine Empore. An der südlichen Außenmauer befindet sich eine Sonnenuhr.

## Ausstattung

### Kanzel

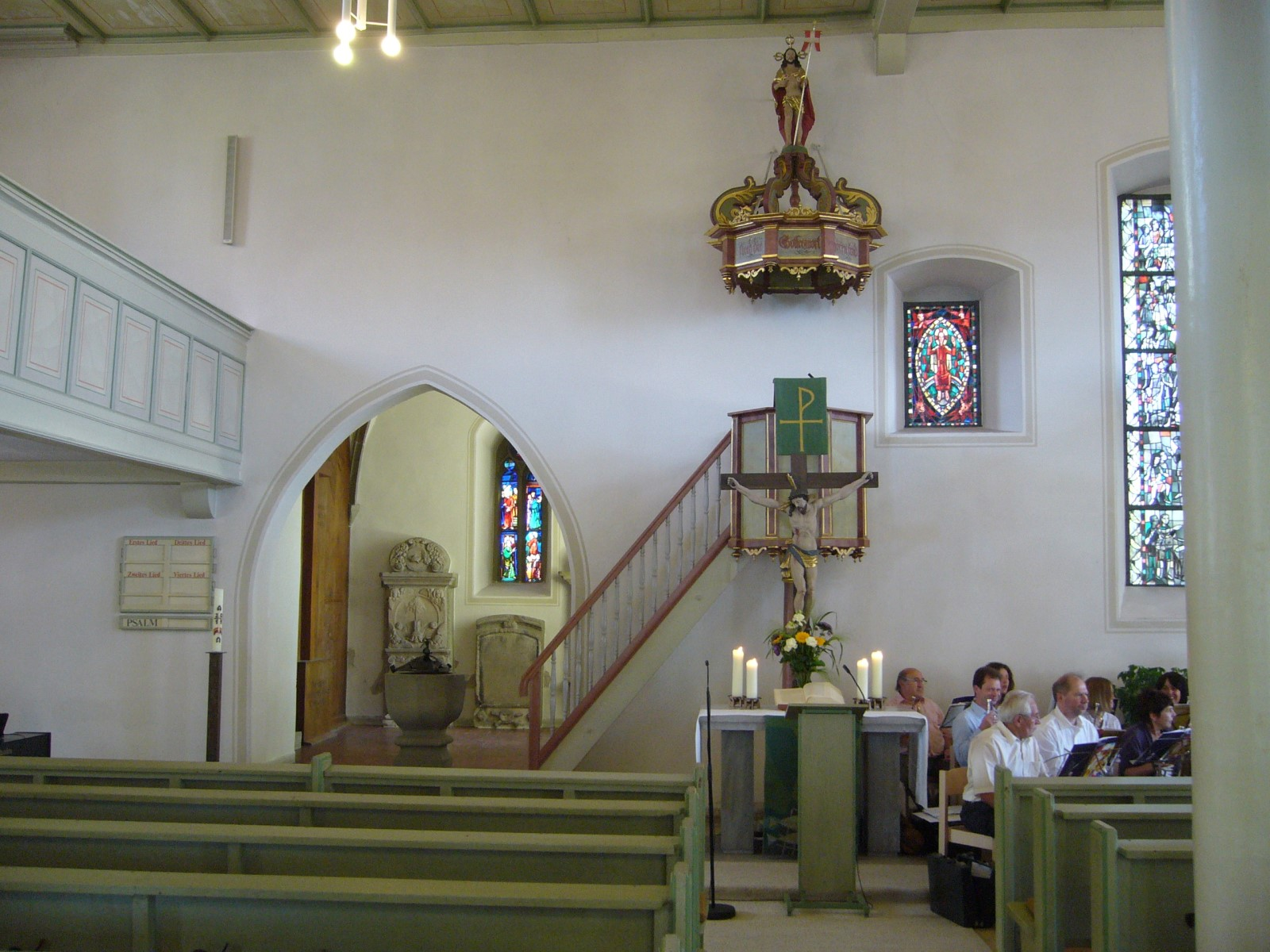
Blick auf die barocke Kanzel und Kruzifix

Die Sankt-Agatha-Kirche verfügt über eine spätbarocke Kanzel aus dem Jahre 1722. Auf dem Deckel der Kanzel befindet sich eine hölzerne Figur, welche Jesus Christus als Pantokrator darstellt. Weiterhin trägt der Kanzeldeckel die Aufschrift „Selig sind, die das Wort Gottes hören und bewahren“. Die Inschrift war lange übermalt und wurde 1967 bei einer Restauration wieder freigelegt.

### Kruzifix
Das Kruzifix ist ebenfalls im Stil des Spätbarock gehalten. Es ist nicht genau bekannt, wann es entstanden ist. Man geht von einer Entstehung am Ende des 17. Jahrhunderts aus.

### Fenster

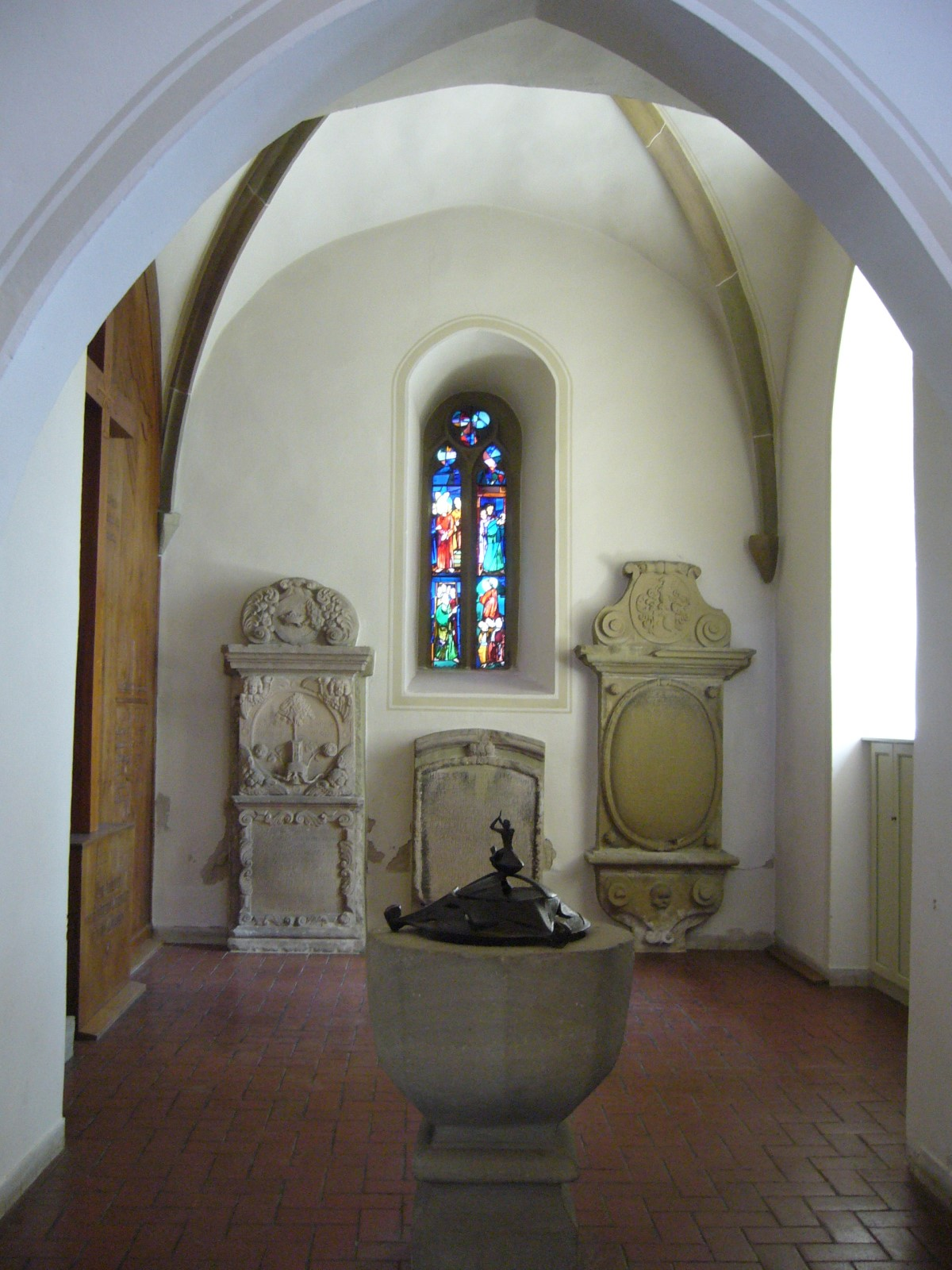
Der gotische Chor mit Taufstein, Epitaphen und dem Passionsfenster von Walter Kohler

In der Taufkapelle befindet sich ein farbenfrohes Passionsfenster, welches 1930 von dem Künstler Walter Kohler geschaffen wurde. 1966 kamen zwei weitere farbige Fenster von Wolf-Dieter Kohler hinzu. Das eine zeigt Jesus Christus im Kreise seiner Jüngern beim letzten Abendmahl, das andere zeigt Jesus Christus als Richter der Welt, umgeben von sieben Leuchtern (Offb 1,12 ). Zu seinen Füßen sind zwei Ungeheuer zu sehen, welche die teuflischen Mächte symbolisieren.

### Emporen-Tafeln
Bei einer Restauration kam im Jahre 1991 eine bisher unbekannte Emporen-Tafel zum Vorschein. Bis 2006 wurden weitere 11 übermalte Tafeln freigelegt und feierlich der evangelischen Kirchengemeinde übergeben. Sie zeigen biblische Motive, aber auch allegorische Darstellungen und ein Ornament mit Blumen:
- Adam und Eva im Garten Eden
- Das himmlische Jerusalem
- Jakobs Kampf am Fluss Jabbok mit dem Engel Gottes (1. Buch Mose 32, 24–29).
- Jakobs Traum von der Himmelsleiter (1. Buch Mose 28,11).
- Jesu Gebet im Garten Gethsemane (Matthäus 26,36; Markus 14,32)
- Justitia (allegorische Darstellung der Gerechtigkeit)
- Die Kundschafter von Kanaan (Buch Josua 2,1)
- Memento Mori-Darstellung mit Totenkopf, Mandoline, Stundenglas und Kerze.
- Ornament mit Blumen
- Segnender Christus
- Taufe Jesu Christi im Jordan durch Johannes den Täufer
- Psalm 42,2: „Wie der Hirsch schreit nach frischem Wasser, so schreit meine Seele, Gott, zu dir“.

Die Malereien stammen vermutlich aus der Zeit um 1710–1721.

### Taufstein
Auf dem Taufstein befindet sich eine bronzene Taufschale. Sie wurde 1974 von Gertrud Angelika Wenzel geschaffen. Sie stellt die Errettung des Propheten Jona aus dem Bauch des Fisches dar.

### Orgel

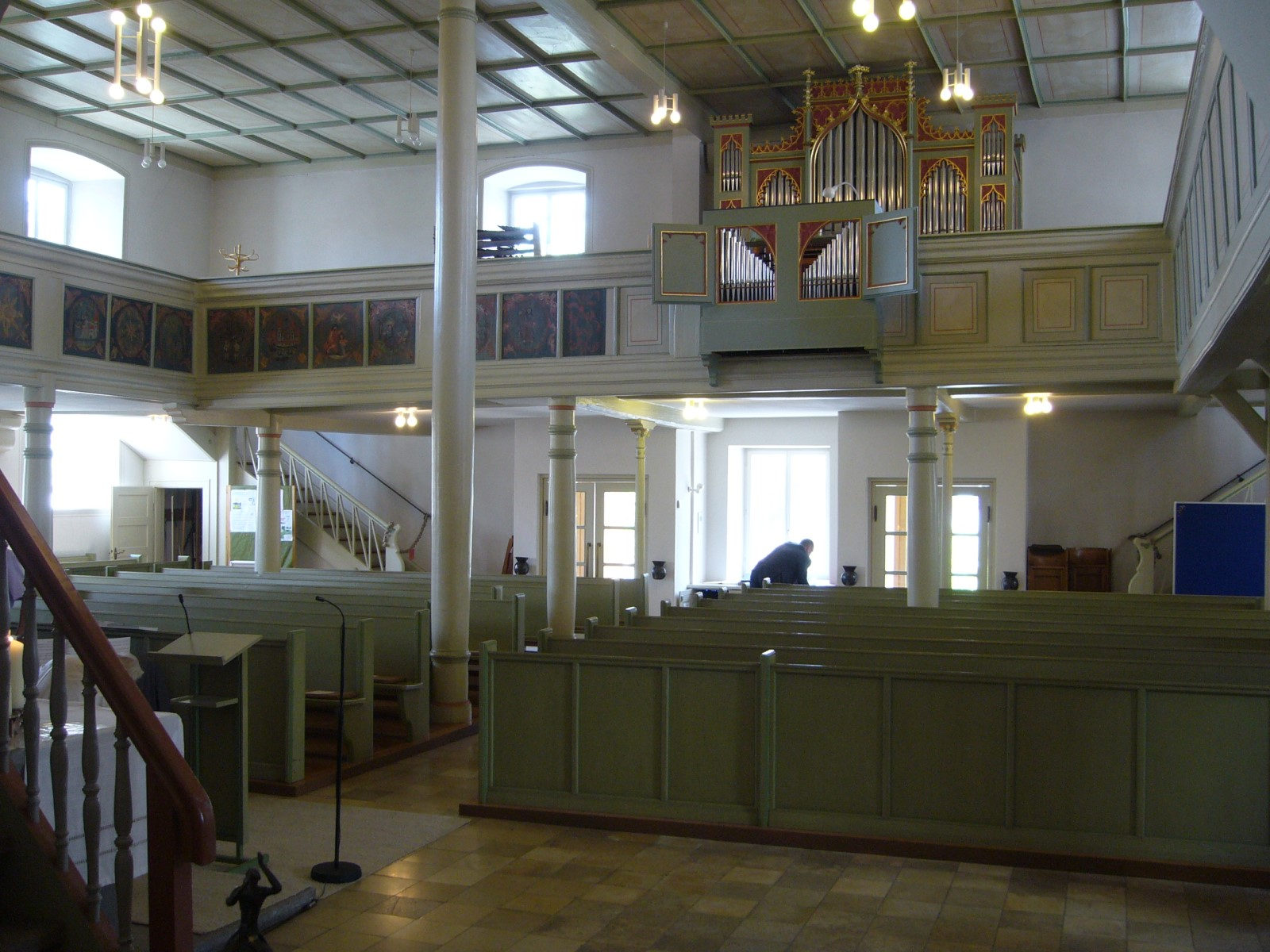
Kirchenschiff mit Orgel von Reinhart Tzschöckel

Die Orgel wurde 1983 von Reinhart Tzschöckel (1939–2003) neu erbaut. Das Gehäuse stammt aus dem Jahr 1872 von Carl Gottlieb Weigle.

### Osterleuchter
Der Osterleuchter wurde von dem Unterweissacher Künstler Peter Haußmann gestaltet.

### Glocken
Bemerkenswert ist eine Glocke aus der Glockengießerei Hans Eger (Reutlingen, 15. Jahrhundert). Die Glocke trägt die Inschriften: LVCAS / MARCVS / MATHEVS / IOHANNES.

## Ehemaliger Friedhof
Um die Kirche herum befand sich einst der alte Friedhof von Unterweissach. Er wurde im 19. Jahrhundert an seinen heutigen Standort verlegt. Von dem einstigen Friedhof ist heute nur noch ein völlig verwitterter Grabstein vorhanden. Auf dem Gelände des einstigen Friedhofs befindet sich heute eine Grünfläche mit Bäumen und Bänken.

## Pfarrer
Von 1717 bis 1738 war Joseph Schelling Pfarrer in Unterweissach, Vater des Orientalisten Joseph Friedrich Schelling (1737–1812) und Großvater des Philosophen Friedrich Wilhelm Joseph Ritter von Schelling (1775–1854).
Von 1899 bis 1901 wirkte der Philosoph Karl Sapper (1876–1964), später Professor in Graz, als Pfarrer in Unterweissach.
Nach dem Zweiten Weltkrieg übertrug Landesbischof Theophil Wurm die Leitung der Gemeinde an den aus Ostpreußen vertriebenen Max Fischer (1900–1967) von der Bahnauer Bruderschaft. Unter ihm konnte die Bruderschaft in Unterweissach neu angesiedelt werden.

## Sage
Nach einer alten Sage soll zuerst in Oberweissach eine Kirche gestanden sein, welche später nach Unterweissach verlegt worden sei.